# Windy City Rollers
Les Windy City Rollers sont un club sportif féminin de roller derby sur piste plate domicilié à Chicago, la ville qui fut la première à voir apparaître ce sport en 1937. Les Windy City Rollers, fondée par « Juanna Rumbel » (Elizabeth Gomez) et « Sister  Sledgehammer » (Kelly Simmons), et formés par l'entraîneur, Susan Sabin Schwartz (Bettina von Brickhaus) sont le premier club de roller derby sur piste plate établi à Chicago.

## Historique
À Chicago, en 2004, Simmons et Gomez ont organisé quatre équipes au sein du club, à la suite d'un recrutement initial où près de 100 jeunes filles se sont portées candidates. En 2006, des centaines d'autres candidates se sont présentées montrant un intérêt croissant pour ce sport. En 2005, le club jouait au Congress Theatre de Chicago, mais début 2006, le club se déplaça au Ciceron Stadium, enceinte permettant d'accueillir une taille de piste réglementaire. Les Windy City Rollers changèrent de lieu à nouveau en octobre 2008 et joue actuellement à l'Université de l'UIC Pavilion.
Au début de 2006, les Windy City Rollers commencèrent les matchs interclub. Après avoir subi la défaite au championnat 2006 Dust Devil, le club a réalisé qu'il devait se recentrer. Ils se déplacèrent vers une salle qui leur a permis de jouer sur une piste de taille réglementaire, et d'augmenter le nombre de pratiquantes. Après avoir terminé une autre saison d'intraclub, l'équipe All-Stars a été reformé. Au début de 2007, le club repris le championnat interclub.
Les Windy City Rollers All-Stars sont inscrites au championnat régional de la zone Est 2007 de la  WFTDA ayant lieu à Columbus (le Havoc Heartland) au 14e rang dans la nation (7e dans leur région). Après avoir vaincu Atlanta (classée 20e) le premier jour, elles ont réalisé ce que beaucoup considéraient comme une victoire éclatante au 2e jour, en battant les  Mad Rollin' Dolls de Madison (Wisconsin), au quatrième rang au classement national et la première dans la région de l'Est. Elles ont pris la deuxième place du tournoi, en battant les Carolina Rollergirls avant de chuter face aux Gotham Girls de New York. Lors du championnat national de 2007 de la WFTDA (le Texas Shootout) à Austin, les Windy City Rollers All-Stars ont été défaits au premier tour par l'équipe favorite les Texas Rollergirls, terminant en septième position du classement national.
Au championnat régional 2008 de la WFTDA ; le Derby in Dairyland à Madison, les Windy City Rollers All-Stars gagnèrent face aux Charm City Rollergirls de Baltimore et les Carolina Rollergirls de Raleigh à l'avance pour le match final. Ils ont été défaits par les Gotham Girls de New York, se classant deuxième de la région, les faire avancer pour le championnat national de 2008 : le Knockdown (play-off) du Nord-Ouest à Portland dans l'Oregon. Les Windy City Rollers All-Stars se qualifie pour la finale après avoir remporté les matchs face aux Rat City Rollergirls de Seattle et aux Texas Rollergirls d'Austin. Dans un troisième tournoi du championnat, les Gotham Girls gagnent de nouveau face aux Windy City Rollers All-Stars.
Au championnat régional Centre-Nord 2009 de la WFTDA à Saint Paul (Minnesota) nommé Brawl of America, les Windy City Rollers All-Stars battent les Minnesota Rollergirls de Saint Paul, les Cincinnati Rollergirls Black Sheep et les Mad Rollin' Dolls du club des Dairyland Dolls pour devenir les champions de la région Centre-Nord. Étant vainqueurs régionaux, les Windy City Rollers sont qualifiés pour le tour préliminaire du championnat national de la WFTDA 2009, mais vont être défaits par les Denver Roller Dolls' Mile High Club.
Dans le championnat intraclub, les Windy City Rollers tiennent un championnat annuel nommé d'après la légende du roller derby de Chicago : "Ivy King". Le Fury a remporté la Coupe Ivy King du championnat 2005 et 2006. En 2007, le trophée a été remporté par les Double Crossers. En 2008, la coupe a été remportée par les Hell's Belles. En 2009, les Manic Attackers ont battu les Hell's Belles et gagné la coupe Ivy King.
Le 25 août 2007, le procureur de la ville de Chicago Tahirah Johnson, patinant sous le nom de "Tequila Mockingbird" et membre du Fury, a été blessé dans l'accident le plus grave du roller derby moderne. Elle s'est blessée à la moelle épinière lors d'un match, et a été temporairement paralysé du cou jusqu'aux pieds. Depuis, elle est rentrés chez-elle et grâce à la rééducation physique, a retrouvé un certain mouvement dans l'ensemble de ses membres.
Les Windy City Rollers sont actuellement à leur cinquième saison de championnat intraclub.

## Équipes
- Les Double Crossers[6] - Champion 2007; Une équipe d'élite d'assassins silencieux sur roues avec la devise "Skate et laisser mourir, mais laisser un cadavre vraiment chaud."
- Le Fury[7] - Champion 2005 & 2006; Nommé d'après les déesses de la vengeance dans la mythologie grecque.
- Les Haymarket Rioters[8] - L'équipe école des Windy City Rollers.
- Les Hell's Belles[9] Champion 2008.  Des filles une fois l'école terminé sortent pour devenir les femmes fatales de la piste.
- Les Manic Attackers[10] Champion 2009. Échappé d'un hôpital psychiatrique elles volent vos médicaments et mangent vos enfants.
- Le Second Wind - L'équipe B des Windy City Rollers[11]
- Les Windy City Rollers All-Stars[12] - L'équipe all-stars du championnat interclub de la Women's Flat Track Derby Association. Actuellement classée première dans la région du Centre-Nord.